# Míša Kulička (seriál)
Míša Kulička je sedmidílný loutkový seriál z roku 1973, natočený v režii Libuše Koutné podle knih Josefa Menzela (Míša Kulička je pětidílná série knížek o malém medvídkovi, ilustroval ji Jiří Trnka; první příběhy Míši Kuličky vyšly v roce 1940, poslední, Míša Kulička v domě hraček, v roce 1957).

## Jednotlivé díly seriálu

### Míša Kulička v rodném lese
První díl tohoto seriálu začíná na paloučku probuzením malého medvídka Míši, který se ihned vydává prozkoumávat své okolí. Potká první kamarády – zajíčka a veverku, se kterými si začíná hrát v okolním lese, přičemž probudí starou spící sovu. Nejdříve hrají na slepého medvěda až do chvíle, kdy je vyruší medvědice Barbora, která svého syna Míšu učí být správným medvědem – šplhat na strom, plavat v rybníce a jak a kde se schovat před rojem rozzuřených vos. Zároveň mu vysvětluje, že žádný medvěd se nemusí ničeho bát kromě zlého medvědího strašidla Vasila. Míša po chvíli, aniž by věděl, jak toto medvědí strašidlo vypadá, Vasila potká a ukradne mu čepici. Vasil se velmi rozzlobí, utíká domu pro lopatu a vykope hlubokou jámu, kam ke konci dílu Míšova maminka spadne při hře na slepou bábu a Míša poprvé v životě musí přečkat noc v temném strašidelném lese úplně sám a bez maminky.

### Míša Kulička bez maminky
V druhém díle se Míša Kulička probouzí sám na kraji lesa, ztracenou maminku hledal všude, ptal se všech zvířátek i věcí, jestli nevědí, kde se ztrácejí medvědí maminky, ale ani motýlek, ani sluníčko mu neporadili. Jak tak usilovně hledal, začalo malému medvídkovi kručet v bříšku a tak mu kamarád zajíček poradil, že musí něco sníst. Míša se proto vydává na lov husy, o které mu maminka říkala, že je velice dobrá. Na lovu se zatoulá až k domku medvědího strašidla Vasila, kde objeví čepýřivého kohouta Ludvíka, o kterém si myslí, že je to husa a tudíž ho chce sníst. Při tomto nebezpečném lovu utrpí ostré klovnutí do hlavy a pár ran. Dostane vynadáno od opravdové husy, kterou však nepozná. Nakonec se mu podaří kohouta chytit, odvést na louku a svázat. Kohout uteče a žene se vzbudit Vasila, který tvrdě spí. V průběhu buzení Vasil v chaloupce rozbije hodiny, talíře, hrnec, vysype pytel hrachu a vše kolem rozhází... Vasil kohoutovi vytrhne ocas a Míša vše pobaveně sleduje oknem. Vzhledem k tomu, že je vše v chalupě úplně zničené, bere Vasil husu do města, aby ji prodal. Míša mezitím prozkoumává Vasilův dům, spálí se o uhlíky v kamnech, udeří se o kyvadlo hodin a utrpí spoustu dalších ran. Nebezpečí lidského světa Míšu vyděsí tak, že peláší zpátky k lesu, co mu síly stačí. Jakmile se blíží k přítmí rodného lesa, uslyší maminčino volání a rozběhne se za ním. Spadne do jámy k mamince, kde je najde Vasil, který se právě vrací z trhu. Ihned si běží domu pro palici na medvěda; mezitím maminka pomůže Míšovi vylézt z díry a ten utíká k Vasilovu domu. Odláká jeho pozornost, sebere žebřík a přinese ho mamince, kterou tím vysvobodí. Ona mu na oplátku večer před spaním zazpívá oblíbenou ukolébavku.

### Míša Kulička a medvědí strašidlo
Ve třetím díle se Míša ihned po probuzení vydává hrát si s kamarádem zajícem a veverkou. Nejdříve si házejí šiškami a poté hrají na honěnou. Medvědice Barbora je však přeruší a vyhubuje Míšovi, že každý správný medvěd spí až do oběda. Medvědí strašidlo Vasil si mezitím opatřil palici a vydává se s nebojácným popěvkem zlomit medvědům vaz. Hnědí chlupáči ho však zpozorují, jak se blíží k lesu, a připraví na něj léčku. Schovají se za strom a překvapí ho právě když si rozmýšlí, jak si s medvědy poradí. Díky momentu překvapení seberou Vasilovi palici a začnou se domlouvat, zda si ho nasolí na zimu či ne. On sebere veškerý svůj důvtip a dá medvědům ochutnat dýmku, medvědici se po silném tabáku zatočí hlava a Vasil se znovu chystá ji praštit palicí. Zachrání je však zajíček, který shodí dobře mířenou šiškou Vasilovi na hlavu starou spící sovu. Vasilovi se zatmí před očima a jak vidí před sebou velkou rozzlobenou medvědici, peláší strachy domů, až se za ním práší. Medvědice ho pronásleduje až na kraj lesa. Ustrašený človíček se doma zabarikáduje a schová se do peřin, toho využívá malý Míša, který si na hlavu nasadí starý rozbitý hrnec a vydává se strašit strašidlo. Když leze na střechu, aby se k Vasilovi dostal, hrnec mu spadne a skončí přímo na kozlově hlavě, ten strčí hlavu oknem do chalupy a Vasil je strachy bez sebe. Míšovi to ale nestačí a tak začne volat do komína hlubokým hlasem, naklání se víc a víc, až doň spadne. Vystrčí z kamen hlavičku celou černou od sazí a Vasil si myslí, že má v chaloupce čerta. Utíká proto z domu a míří přímo k lesu, kde na něj vybafne medvědice, Vasil peláší hlouběji do lesa tak rychle, že nedává pozor na cestu a spadne do vlastní vykopané jámy, kam po chvilce spadne i malý Míša. Medvědice Míšu vytáhne a chystá se človíčka sežrat, ten se však vymluví na poslední přání a chystá zabijačku... Medvědice mu pomáhá pokácet stromy na špejle, když v tom přestane dávat pozor a tlapy se jí chytí do špalku, Vasil ji však vysvobodí a společně s malým Míšou a kozlem se vydávají do světa.

### Míša Kulička a velikonoční výplata
Čtvrtý díl o vykutáleném medvídkovi se odehrává na cestách. Medvědí rodinka si společně s Vasilem založila CIRGUS VASILINI a zatímco Barbora předvádí krásy medvědího tance, malý Míša se učí ostrostřelcem. Jednoho dne se Míša vydává na procházky, když v tom potká včelku, která mu připomene lahodnou chuť medu. Vypraví se za včelkou do vesnice a narazí na koledníky, protože jsou právě Velikonoce. Když se po jedné nepovedené koledě dostane k vajíčkům, snaží se z nich vysedět malé medvídky, jako to dělají ptáčci, ale vajíčka se mu rozbijí. Dále po cestě potkává dvě koťátka, usrkne jim trochu mlíčka, ale máma kočka ho vyžene přímo do náruče koledníků, kteří mu pěkně vypráší kožich. Zklamaný Míša se vrátí k mamince, která ho vydrhne a společně s Vasilem vyrážejí na první představení. Příjezd do města se jim však moc nevydaří, protože kozel, kterého používají místo koně, uvidí kytky v květináči a poboří půlku návsi. Žádné z připravovaných čísel se jim nepovede a proto je vesničané vyženou. Na útěku se všichni dostanou k opravdovému cirkusu, kde Míša sklidí velikánský potlesk.

### Míša Kulička v opravdovém cirkuse
Míša Kulička se se svou maminkou, kozlem a Vasilem dostali k opravdovému cirkusu. Hned první den dostane Míša na práci vyčistit všem boty, zatímco uvnitř cirkusu probíhá zkouška na večerní představení. Míša se vplíží dovnitř, když uvidí překrásnou baletku, tančící na slonu. Po baletce přichází na řadu výcvik lvů, kteří svého krotitele vystřelí střechou ven a tím zkouška končí. Míša se venku zapovídá s přívětivým slonem Tomym, který mu daruje kupku sena, aby si Míša mohl udělat vlastní pelíšek pod růžovým vagónkem krásné baletky Manuely. V tomto díle se Míša setká také se závistivým a škodolibým opičákem a zkušeným vysloužilým papouškem. Zlý opičák ale ve spánku Míšovo seno zapálí a vše začne hořet, medvídek však přivolá na pomoc slona, který vše uhasí a Kulička dostane sladkou pusu od krásné Manuely. Malý medvídek se také naučí balancovat se špalíčky a žebříkem a ve večerním představení předvede i drezuru kozla. Sklidí veliký potlesk, dostanou nabídku na mezinárodní turné, ale raději zůstanou doma s veverkami a zajíci.

### Míša Kulička na toulkách městem
Šestý díl pohádkového cyklu pojednává o návratu veselé trojky z putování po světě. Cesta je však plná útrap a všechny výletníky trápí hlad. Míša, který rád prozkoumává okolí, se zatoulá k potulnému prodejci hrnců. Ten ho naláká na velký hrnec plný medu a Míšu chytí. Doveze ho na trakaři do města, kde hodlá medvídka prodat na vycpání. Když však na chvilku vozík opustí, ukáže se myška, která zavolá kamarády a Míšu vysvobodí. A protože medvídkovi velice kručí v bříšku, vezme ho myška kanálem do parku, kde je všeho jídla a pití kolik si jen lze přát. Barbora s Vasilem Míšu už dávno hledají a tak dorazili až do města, kde potkají zlého hrnčíře i hodnou myšku, ta je zavede k Míšovi do parku. Zde se všichni nasytí. V podvečer však přijde správce a snaží se všechny vyhnat, Míša se ztratí, Barbora s Vasilem vyšplhají na hvězdárnu, aby ho našli a když se všichni shledají, správce je vyžene za bránu. Na hvězdárně také potkají starého známého papouška z cirkusu, který jim pomůže zbavit se správce a nakonec jim najde i nocleh. Všichni pak spokojeně usnou v zoologické zahradě.

### Míša Kulička v zoologické zahradě
Ráno posledního dílu všechny výletníky čeká překvapivé probuzení. Vasil se vzbudí v kleci s vyhladovělým lvem, který ho chce sežrat, Barbora nemůže najít Míšu, který se zase někam zatoulal, a malý Míša se setká s malou medvědí slečnou Žofinkou. Houpají se spolu na houpačce, prolézají okolní skulinky, když v tom přijde Žofinčin táta medvěd Brumla a místo své dcerky vykoupe v mýdlové vodě malého medvídka. Správce ZOO chce připravit pro návštěvníky speciální program a medvěd Brumla se nabídne, že jeho dcera umí chodit po provaze s deštníkem. Žofinka však spadne a tak si Míša namaluje bříško na černo, aby je nikdo nerozeznal, a předvede akrobatické číslo za ní. Hned po představení se však záměna odhalí a správce je vyžene ze ZOO, i když je mají všechna zvířátka ráda. Smutná trojice chvíli bloudí světem, až se sejdou u rodného lesa, kde je podle všech nejkrásněji na světě.